# Modelo linear generalizado misto
Em estatística, um modelo linear generalizado misto (GLMM) é uma extensão do modelo linear generalizado (GLM) em que o preditor linear contém efeitos aleatórios além dos efeitos fixos usuais. Eles também herdam dos GLMs a ideia de estender os modelos lineares mistos a dados não normais.
O GLMM fornecem uma ampla gama de modelos para a análise de dados agrupados, uma vez que as diferenças entre os grupos podem ser modeladas como um efeito aleatório. Esses modelos são úteis na análise de muitos tipos de dados, incluindo dados longitudinais.

## Modelo
O GLMM é geralmente definido de modo que, condicionados aos efeitos aleatórios {\displaystyle u}, a variável dependente {\displaystyle y} é distribuída de acordo com a família exponencial com sua expectativa relacionada ao preditor linear {\textstyle X\beta +Zu} através de uma função de link {\textstyle g} :
{\displaystyle g(E[y\vert u])=X\beta +Zu} .
Aqui, {\textstyle X} e {\textstyle \beta } são a matriz de design de efeitos fixos e os efeitos fixos, respectivamente; {\textstyle Z} e {\textstyle u} são a matriz de design de efeitos aleatórios e os efeitos aleatórios, respectivamente. Para entender esta definição muito breve, você primeiro precisará entender a definição de um modelo linear generalizado e de um modelo misto .
Modelos lineares generalizados mistos são casos especiais de modelos lineares generalizados hierárquicos nos quais os efeitos aleatórios são normalmente distribuídos.
A probabilidade completa
{\displaystyle \ln {p}(y)=\ln \int p(y\vert u)p(u)du}
não tem uma forma geral fechada e a integração sobre os efeitos aleatórios costuma ser extremamente intensiva em termos de computação. Além de aproximar numericamente essa integral (por exemplo, via quadratura de Gauss-Hermite), métodos motivados pela aproximação de Laplace foram propostos. Por exemplo, o método de quase-verossimilhança penalizado, que envolve essencialmente o ajuste repetido (isto é, duplamente iterativo) de um modelo combinado normal ponderado com uma variável de trabalho, é implementado por vários programas estatísticos comerciais e de código aberto.

## Ajustando um modelo
Ajustar GLMMs por meio de probabilidade máxima (como via AIC) envolve a integração sobre os efeitos aleatórios. Em geral, essas integrais não podem ser expressas de forma analítica. Vários métodos aproximados foram desenvolvidos, mas nenhum tem boas propriedades para todos os modelos e conjuntos de dados possíveis (por exemplo, dados binários desagrupados são particularmente problemáticos). Por esta razão, os métodos que envolvem quadratura numérica ou cadeia de Markov Monte Carlo têm aumentado em uso, à medida que o aumento do poder de computação e os avanços nos métodos os tornam mais práticos.
O critério de informação de Akaike (AIC) é um critério para seleção de modelo. As estimativas de AIC para GLMMs com base em certas distribuições de famílias exponenciais foram recentemente obtidas.

## Programas
- Vários pacotes contribuídos em R fornecem funcionalidade GLMM[9][10]
- O GLMM pode ser instalado usando SAS e SPSS[11]
- O Matlab também fornece uma função chamada "fitglme" para ajustar os modelos GLMM.
- O pacote Python Statsmodels suporta implementação binomial e poisson[12]
- O pacote Julia MixedModels.jl fornece uma função chamada GeneralizedLinearMixedModel que se ajusta a um GLMM para os dados fornecidos.[13]